# Road Trippin’
Road Trippin’ ist ein Rocksong der US-Band Red Hot Chili Peppers aus ihrem 1999 erschienenen Album Californication. Er wurde als fünfte Single im Jahre 2000 veröffentlicht und war der fünfzehnte und letzte Titel des Albums.

## Hintergrund
Die Single wurde lediglich in Europa veröffentlicht. Ein Musikvideo wurde gedreht, aber bis zur Veröffentlichung des Greatest Hits Albums 2003 nicht in den Vereinigten Staaten veröffentlicht. Außerdem wurden zwei Versionen der Single in Großbritannien veröffentlicht, doch lediglich eine davon in anderen Ländern in Umlauf gebracht. Eine Dritte Version wurde in Australien herausgegeben. Vermutlich aufgrund der exklusiven Veröffentlichung in Europa zählt das Stück zu den am wenigsten bekanntesten Singles der Band.
Das Lied beschreibt einen Ausflug an der Pazifikküste der Vereinigten Staaten. Der Sänger Anthony Kiedis, Gitarrist John Frusciante und Bassist Michael Balzary surften am Big Sur, nachdem Frusciante zur Band zurückgekehrt war. Der Schlagzeuger Chad Smith nahm nicht am Ausflug teil, da er anderweitig zu tun hatte und kein Interesse am Surfen besaß. Das Stück ist akustisch und verwendet als einer der wenigen Lieder (wie auch Lovin and Touchin, Thirty Dirty Birds, Pea oder If) der Band kein Schlagzeug. Daher ist der Schlagzeuger Chad Smith lediglich kurz bei der Hälfte des Videos zu sehen.

## Beteiligte Personen
Red Hot Chili Peppers
- Flea – Akustische Bassgitarre
- John Frusciante – Akustische Gitarre, Hintergrundgesang
- Anthony Kiedis – Hauptstimme

Weitere Beteiligte
- Patrick Warren – Chamberlin Orgel

## Chartplatzierungen
| ChartsChartplatzierungen     | Höchstplatzierung | Wochen |
| ---------------------------- | ----------------- | ------ |
| Deutschland (GfK)            | 89 (4 Wo.)        | 4      |
| Schweiz (IFPI)               | 91 (2 Wo.)        | 2      |
| Vereinigtes Königreich (OCC) | 30 (2 Wo.)        | 2      |

## Auszeichnungen für Musikverkäufe
| Land/Region               | Auszeichnungen für Musikverkäufe (Land/Region, Auszeichnung, Verkäufe) | Verkäufe |
| ------------------------- | ---------------------------------------------------------------------- | -------- |
| Vereinigte Staaten (RIAA) | Gold                                                                   | 500.000  |
| Insgesamt                 | 1× Gold ·                                                              | 500.000  |

Hauptartikel: Red Hot Chili Peppers/Auszeichnungen für Musikverkäufe